# Història d'Escandinàvia

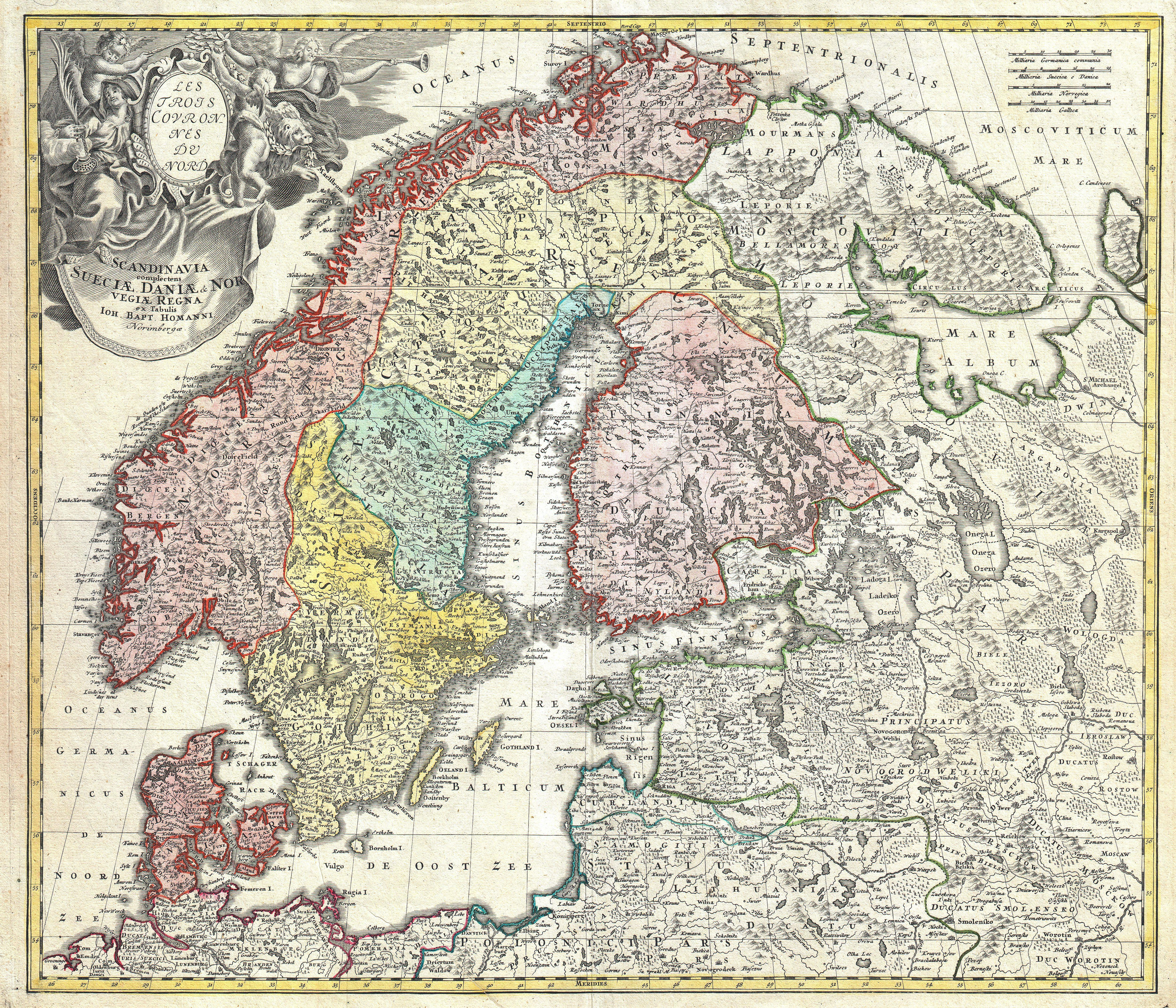
Mapa d'Escandinàvia al 1730

La història d'Escandinàvia és la història de la zona d'Europa del Nord coneguda com a Escandinàvia, en particular de Dinamarca, Noruega i Suècia.

## Prehistòria
Hi ha poques restes a Escandinàvia de l'edat de pedra, de la de bronze o de la de ferro, tret d'algunes eines d'aquests materials, d'algunes joies, ornaments, cairns i sobretot de pedres amb dibuixos coneguts com a petròglifs.

### Paleolític superior
Quan els gels es retiraren, els rens pasturaren en els terrenys plans de Dinamarca i de la zona meridional de Suècia. Aquest era el territori dels ahrensburgesos, una sèrie de tribus que caçaven en vasts territoris i que vivien en lavvus en la tundra. Hi havia pocs arbres a la zona, tret de bedolls (Betula papyrifera) i la taiga, que hi aparegué lentament.

### Mesolític
En el VII mil·lenni ae, quan els rens i els caçadors es desplaçaren cap al nord d'Escandinàvia, s'hi estengueren els boscs. La cultura maglemosiana prevalgué a Dinamarca i al sud de Suècia. Al nord, a Noruega i a la major part de la zona septentrional de Suècia, se situà la cultura Fosna-Hensbacka, sobretot a la vora del bosc. Els caçadors recol·lectors del nord seguiren les bandades i moviments dels salmons, desplaçant-se al sud durant els hiverns i cap al nord als estius. Aquests primers pobles tenien tradicions culturals semblants a les practicades en altres zones del nord, en àrees que inclouen els actuals territoris de Finlàndia, Rússia i, a través de l'estret de Bering, l'extrem septentrional d'Amèrica del Nord.
En el VI mil·lenni ae, la zona sud d'Escandinàvia estava coberta pel bosc temperat de frondoses. La fauna n'incloïa urs asiàtics, bisons europeus, ants i cérvols. La cultura dominant en aquest període hi fou la kongemose, dedicada a la caça de foques i a la pesca. Al nord dels kongemose vivien altres caçadors recol·lectors en la major part del sud de Noruega i Suècia, anomenats cultures Nostvet i Lihult, descendents dels fosna i dels hensbacka. A la fi del VI mil·lenni ae, la cultura kongemose en fou substituïda al sud per l'ertebol·liana.

### Neolític
Durant el V mil·lenni ae, el poble ertebølle aprengué l'art ceràmica de les tribus veïnes del sud, que començaven a conrear la terra i a criar animals. Aquells també iniciaren activitats agrícoles, i cap al III mil·lenni ae formaven part de la cultura dels vasos d'embut, que marca l'aparició de tombes megalítiques a les costes del Bàltic. Durant el IV mil·lenni ae, aquestes tribus s'expandeixen per Suècia fins a Uppland. Els nøstvet i els lihult aprengueren noves tecnologies dels agricultors que avançaven (però no l'agricultura), els detingueren i feren que canviaren la seua direcció cap al sud-oest de Suècia, però alguns diuen que els conreadors no moriren ni foren expulsats, sinó que voluntàriament es barrejaren amb les poblacions locals. Hi ha almenys un lloc que sembla ser-hi mixt: Alvastra pile-dwelling.
No se sap quina llengua parlaven aquests primers escandinaus, però a la fi del III mil·lenni ae foren superats per la cultura de la ceràmica cordada, que segons molts especialistes parlava protoindoeuropeu. Aquest nou poble avançà cap a Uppland i el fiord d'Oslo, i probablement proporcionà la llengua que és l'ancestre de les actuals llengües escandinaves. Eren pastors, i amb ells la major part d'Escandinàvia meridional entrà en el neolític.

### Edat de bronze nòrdica

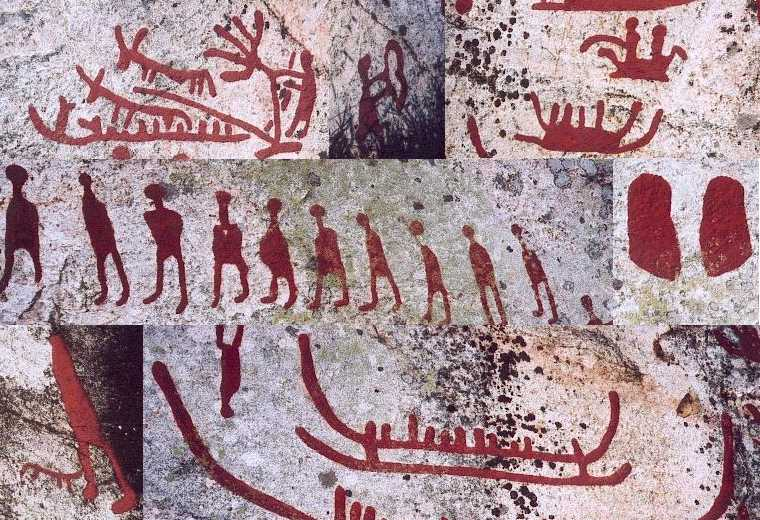
Imatge composta de petròglifs d'Escandinàvia (a Häljesta, Västmanland, Suècia). Edat de bronze nòrdica. Els glifs estan pintats perquè siguen més visibles. No se sap si estaven així des d'un principi

Tot i que els escandinaus entraren tardanament a l'edat del bronze europea pel comerç, els seus llogarets presenten objectes rics i ben preservats fets de llana, fusta, d'or i bronze importats d'Europa central. Durant aquest període a Escandinàvia sorgí la primera civilització avançada després de l'edat de pedra nòrdica. Els escandinaus adoptaren molts símbols europeus i mediterranis alhora que creaven nous estils i objectes. La civilització micènica, la cultura de Villanova, la fenícia i l'antic Egipte han estat identificats com a possibles fonts del treball artístic escandinau d'aquest període. La influència estrangera s'atribueix al comerç d'ambre, ja que l'ambre trobat a les tombes micèniques d'aquest període és de la mar Bàltica. Alguns petròglifs mostren vaixells, i grans formacions de pedres conegudes com a vaixells de pedra indiquen que el comerç per aquest mitjà tingué un paper primordial en la seua cultura. Alguns petròglifs mostren vaixells l'origen dels quals podria ser mediterrani.
Tot i que hi ha molts monticles i camps de petròglifs d'aquest període, fa molt que es va deixar de conéixer-ne el significat. N'Hi ha molts objectes de bronze i or. L'aparença bastant crua dels petròglifs comparada amb els treballs de bronze ha fet pensar que foren produïts per cultures o grups socials diferents. Durant l'edat de bronze no va haver-hi cap llengua escrita als països nòrdics.
L'edat de bronze nòrdica es caracteritzà per un clima càlid (comparable amb el del Mediterrani), i això permeté una població relativament densa, però acabà amb un canvi climàtic en què el clima es va deteriorar, es feu més humit i fred (es pensa que degué originar la llegenda de Fimbulvetr) i és molt probable que això duguera les tribus germàniques cap al sud d'Europa. En aquest període a Europa oriental hi hagué una influència escandinava. Un mil·lenni després, els pobles germànics orientals amb orígens escandinaus (burgundis, gots i hèruls), com els longobards, donaren a Escandinàvia (Scandza) el nom d'"úter de nacions" en Getica, de l'historiador romà Jordanes.

### Edat de ferro preromana

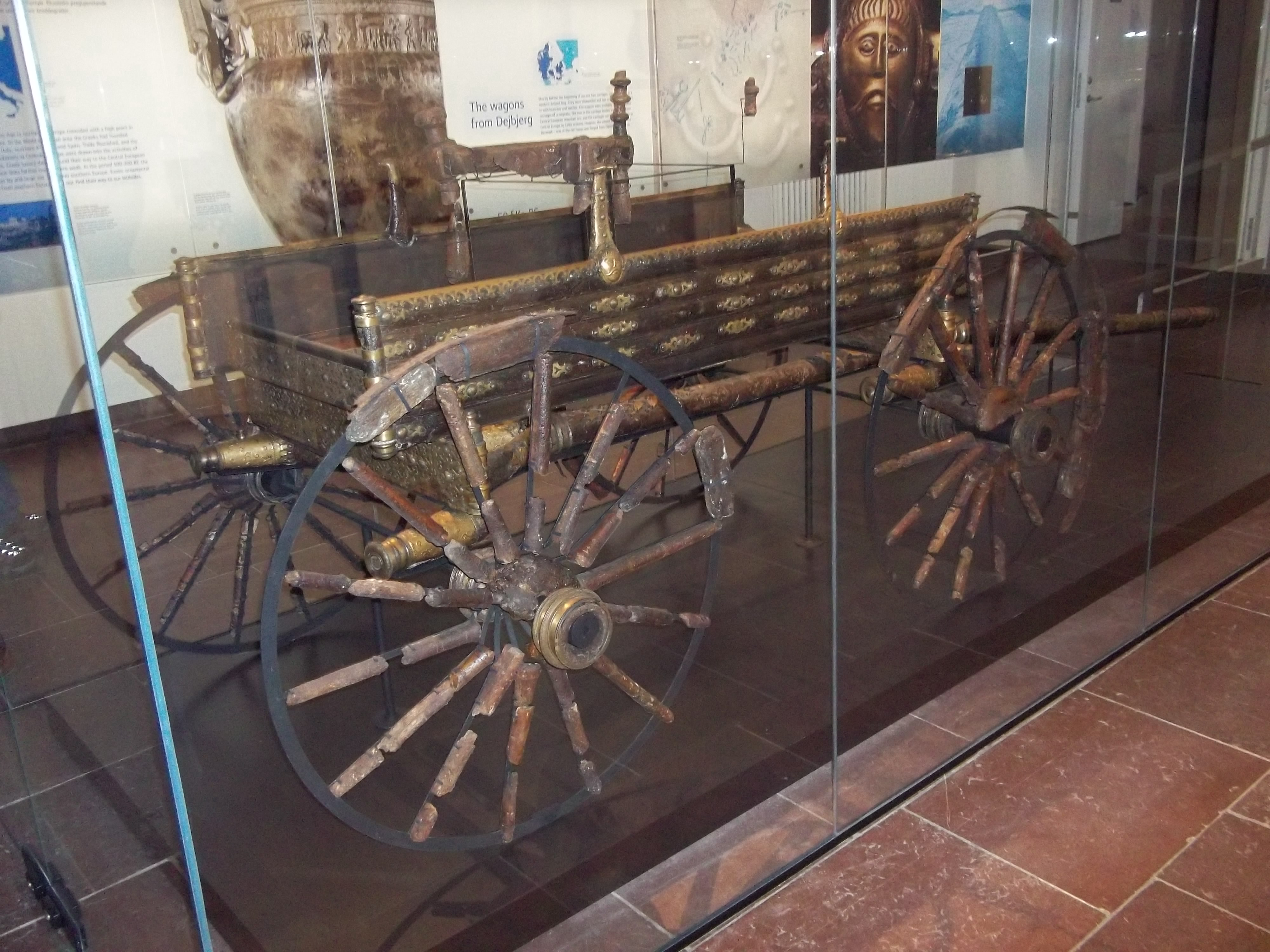
La carreta de Dejbjerg, a Jutlàndia

L'edat de bronze nòrdica acabà amb un clima més fred i humit. En aquest període hi ha menys troballes arqueològiques. També és el moment en què els pobles germànics comencen a ser coneguts en la Mediterrània i pels romans.
Al principi el ferro era valuós i s'usava amb finalitats decoratives. Les agulles són els objectes més antics, però també se n'han trobat espases i falçs. Durant tot el període es continuà usant el bronze, sobretot com a decoració. Encara que no es perderen les tradicions de l'edat de bronze nòrdica, hi hagué fortes influències de la cultura de Hallstatt a Europa central. Seguiren amb la tradició cultural Urnfield d'enterrar els cadàvers i posar les restes en urnes. Durant els darrers segles, la influència de la cultura de la Tène d'Europa central s'estengué a Escandinàvia des del nord-oest d'Alemanya, i allí hi ha troballes d'aquest període de totes les zones del sud d'Escandinàvia.
Els arqueòlegs han trobat d'aquest període objectes com espases, escuts, llances, tisores, falçs, tenalles, ganivets, agulles, sivelles, etc. El bronze es continuà usant per a torques i bullidores, amb estil de l'edat de bronze. Una de les troballes més importants és la carreta de Dejbjerg, a Jutlàndia, de quatre rodes i amb parts de bronze.

### Edat de ferro romana

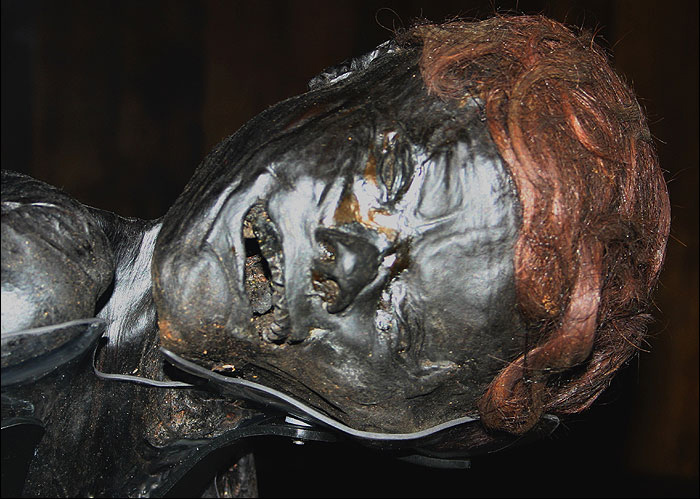
Mòmia de l'humà de Grauballe, exposat al Museu Moesgard, a Aarhus, Dinamarca

Mentre moltes tribus germàniques tingueren un contacte sostingut i la presència militar de l'Imperi romà, la major part d'Escandinàvia s'estengué en la perifèria extrema del món llatí. Tret de les referències als suecs (suions) i als gautes, gran part de la zona no fou registrada pels autors romans.
A Escandinàvia s'importà una gran quantitat de béns, com monedes (més de 7.000), atuells, imatges de bronze, gots de vidre, sivelles amb esmalt, armes, etc. A més, l'estil dels objectes de metall i els atuells de ceràmica eren marcadament romans. Per primera vegada hi aparegueren objectes com tisores de podar. Als segles iii i iv, s'importaren alguns elements dels pobles germànics instal·lats al nord de la mar Negra, alguns dels quals sembla que eren runes nòrdiques.
Hi ha també moltes mòmies dels pantans d'aquest període a Dinamarca, Schleswig i el sud de Suècia. Junt als cossos hi ha armes, utensilis domèstics i vestits de llana. Es trobaren grans vaixells de rems del s. IV a Nydam mosse, a Schleswig. Molts foren enterrats sense cremar, encara que aquesta tradició en recuperà després la popularitat.
Als s. V i VI, l'or i l'argent eren més comuns. Això es pot atribuir al saqueig de l'Imperi romà efectuat per les tribus germàniques, del qual molts escandinaus tornaren amb or i argent.

### Edat de ferro germànica
El període posterior a la caiguda de l'Imperi romà es coneix com a edat de ferro germànica, i es divideix en les edats de ferro germànica primerenca i tardana, que a Suècia es coneix com l'era de Vendel, amb rics llocs funeraris al llit del llac Mälaren. La primerenca edat de ferro germànica és el període en què apareixen en la història els dans, i segons Jordanes, eren descendents dels suecs (suehans, suetidi) que havien reemplaçat als hèruls.
Durant la caiguda de l'Imperi romà, hi hagué una gran afluència d'or cap a Escandinàvia, i hi ha excel·lents treballs d'aquest material, que s'utilitzà per a fer beines de muntar i bracteats: bon exemple en són les banyes d'or de Gallehus.
Quan l'Imperi romà desaparegué l'or es feu escàs i els escandinaus començaren a fer objectes de bronze xapats d'or, amb elements decoratius d'animals entrellaçats d'estil escandinau. Les decoracions de l'edat de ferro germànica mostren animals amb poques correspondències anatòmiques, però en la tardana n'evolucionen cap a formes amb extremitats entreteixides que són ben conegudes en l'època vikinga.

## Època vikinga

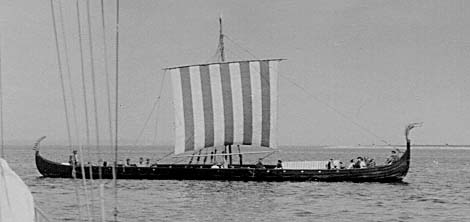
Reconstrucció d'un vaixell viking

Durant aquesta època, els vikings saquejaren i colonitzaren grans zones d'Europa, de l'Orient Mitjà, d'Àfrica del Nord i del nord americà, en concret de l'actual illa de Terranova.
El començament de l'època vikinga se sol situar al 793, quan els vikings saquejaren l'important monestir de l'illa anglesa de Lindisfarne, i el final en la fracassada invasió d'Anglaterra empresa per Harald III al 1066 i la conquesta normanda d'Anglaterra.

### Època dels assentaments
L'època dels assentaments començà al 800. Els vikings envaïren i després s'assentaren a Escòcia, Anglaterra, Groenlàndia, les illes Fèroe, Islàndia, Irlanda, Livònia, Normandia, Illes Shetland, Sicília, als territoris dels rus' i Vinland (illa de Terranova).

## 1100–1600

### Unió de Kalmar

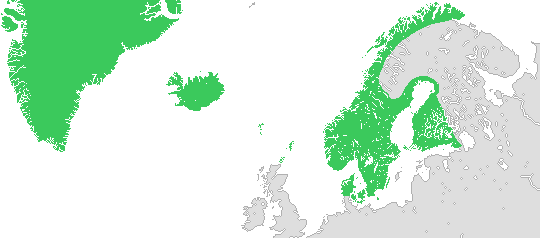
La Unió de Kalmar el 1397

La Unió de Kalmar (en danés, noruec i suec: Kalmarunionen) era una sèrie d'unions personals (1397–1513/1520) que aplegà els regnes de Dinamarca, Noruega i Suècia sota el mateix monarca. Els països renunciaren a la seua sobirania però no a la seua independència, i interessos divergents (especialment el descontentament suec amb els danesos sobre el seu domini a Holstein) originaren un conflicte que dificultaria les relacions des dels anys 1430 fins a la seua dissolució al 1523.
La guerra de Kalmar entre 1611-1613 fou un esforç del rei danés Cristià IV per reimposar per força la Unió. El conflicte acabà amb una petita victòria danesa, però no amb la derrota dels suecs. Fou el darrer intent de recrear la Unió de Kalmar.

### Reforma
La Reforma protestant arribà a Escandinàvia als anys 1530. Aviat esdevingué un nucli del luteranisme.

## Seglexvii

### Guerra dels Trenta Anys
La Guerra dels Trenta Anys ocorregué entre 1618 i 1648, sobretot al Sacre Imperi Romanogermànic, a Europa central, però implicant al seu torn la major part de les potències continentals. Encara que des del principi fou un conflicte religiós entre protestants i catòlics, l'autoconservació de la casa d'Habsburg també en fou un motiu central. Els danesos i després els suecs hi intervingueren en algun moment per protegir els seus interessos.

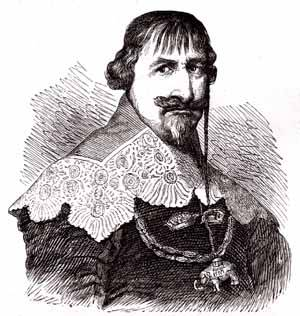
Retrat de Cristià IV

La intervenció danesa s'hi produí quan Cristià IV, rei del Regne de Dinamarca i Noruega, que era luterà, ajudà els alemanys protestants liderant un exèrcit en contra del Sacre Imperi romanogermànic, tement per la sobirania de Dinamarca com a nació protestant. Aquest període comença el 1625 i acaba al 1629. El rei danés havia tret un gran profit de la seua política al nord d'Alemanya (Hamburg hagué d'acceptar la sobirania danesa el 1621, i el 1623 també Verden estigué sota control danés, el mateix que Bremen al 1653). Com a regent, Cristià IV aconseguí un nivell de progrés i d'estabilitat únic a Europa, que es pagà amb l'impost d'Oresund i grans reparacions per a Suècia. També propicià que el regent francés, el cardenal Richelieu, volgués pagar per una incursió danesa a Alemanya. Cristià ho feu amb vint mil mercenaris, però fou derrotat estrepitosament.

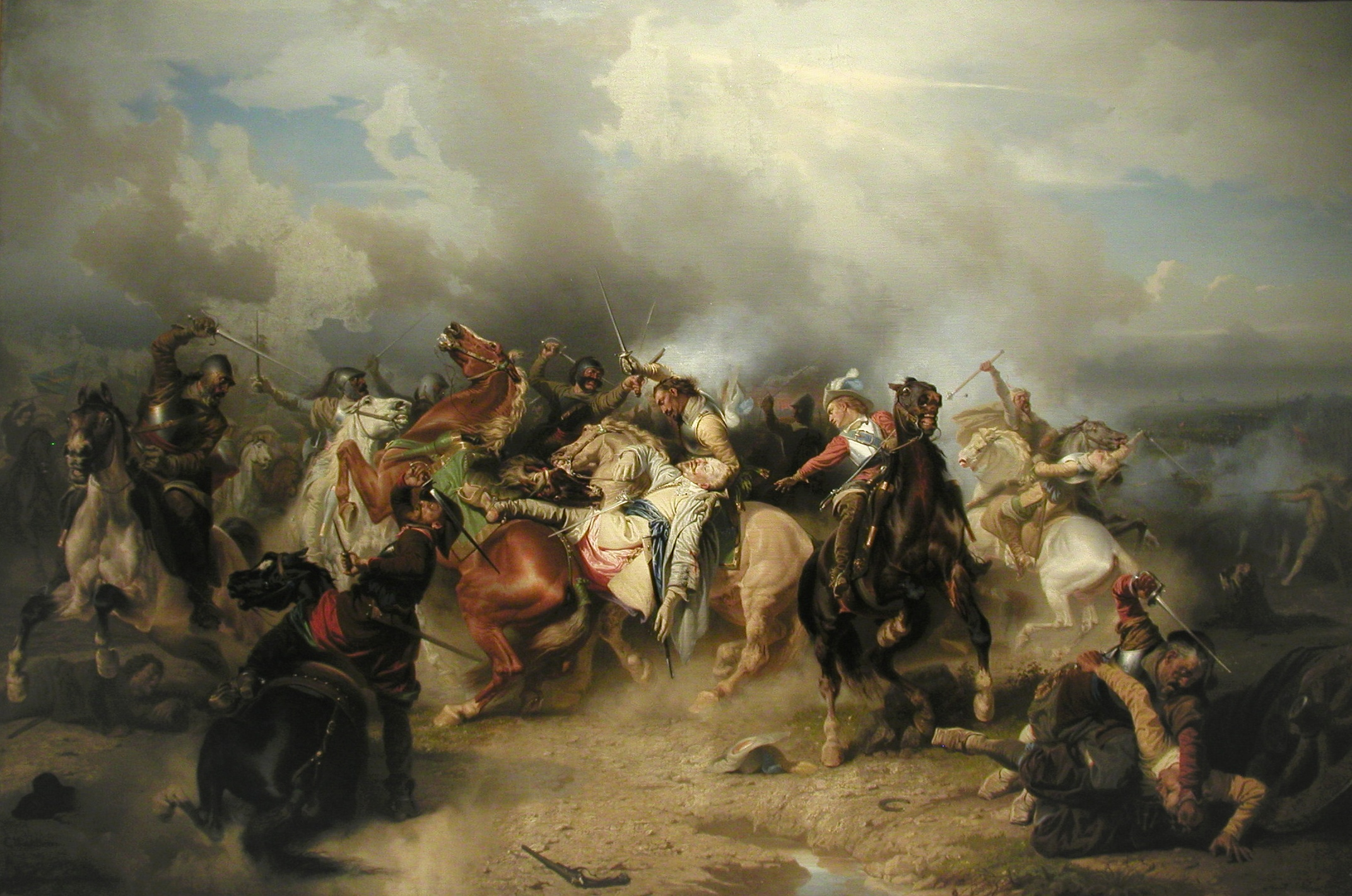
La mort del rei Gustau II Adolf el 16 de novembre de 1632 en la batalla de Lützen

La intervenció sueca s'hi produí al 1630 i durà fins al 1635. Alguns en la cort de Ferran II d'Habsburg creien que Wallenstein volia controlar els prínceps alemanys per guanyar influència davant l'emperador. Ferran II retirà del càrrec Wallenstein el 1630. Després el tornà a cridar al costat de Gustau II; atacà l'imperi i guanyà diverses batalles importants.
Gustau II, com Cristià IV abans que ell, ajudà els alemanys luterans a anticipar l'agressió catòlica i a obtenir influència econòmica en els estats alemanys de la mar Bàltica. També com Cristià IV, fou reforçat per Richelieu, durant el regnat de Lluís XIII de França, i pels holandesos. De 1630 a 1634, tornà a atacar les forces catòliques i recuperà gran part de les terres protestants que havien estat ocupades.

### Ascens de Suècia i Imperi suec

Suècia en el moment de màxima expansió, després del tractat de Roskilde del 1658. Les àrees en verd fosc mostren l'extensió màxima de la nació sueca al s. XVII

El poder suec començà sota el regnat de Carles IX. Durant la Guerra d'Íngria Suècia expandí el territori cap a l'orient. Moltes altres guerres amb territoris de Polònia, Dinamarca-Noruega i Alemanya li permeteren expandir-se, malgrat alguns revessos com la Guerra de Kalmar. Suècia començà a consolidar el seu imperi amb molts altres enfrontaments bèl·lics, com les guerres del Nord i la Guerra d'Escània. Dinamarca sofrí moltes derrotes durant aquest període. Finalment, sota el regne Carles XI de Suècia l'imperi es consolidà com una monarquia semiabsoluta.

## Seglexviii

### Gran Guerra del Nord

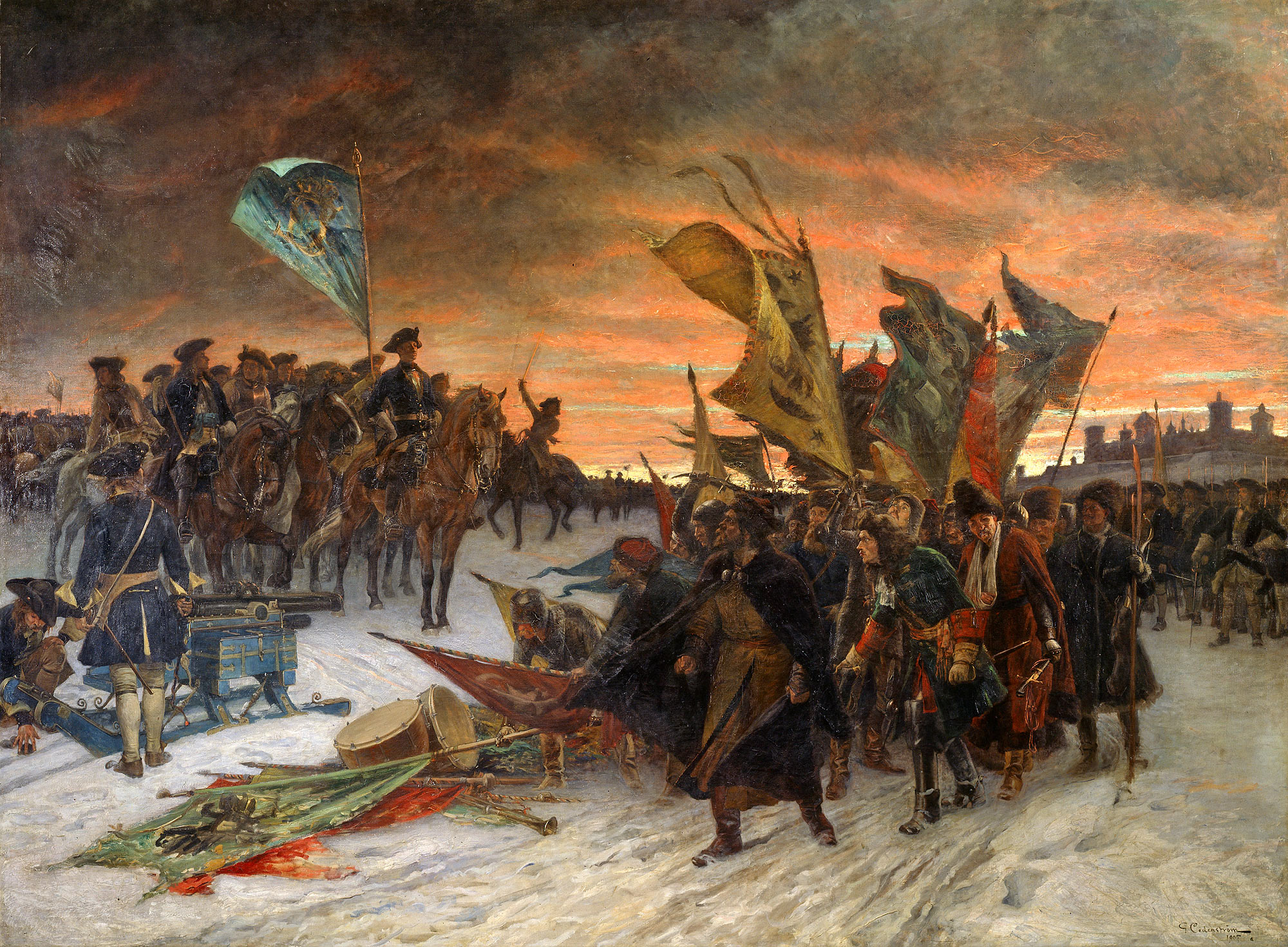
Victòria sueca a Narva el 1700, per Gustaf Cederström, pintat el 1910

La Gran Guerra del Nord enfrontà una coalició formada per Rússia, el Regne de Dinamarca i Noruega i Sajonia-Polònia (des de 1715 també Prússia i Hannover) en un bàndol i Suècia en l'altre des de 1700 fins a 1721. Començà amb un atac coordinat a Suècia el 1700 i finalitzà al 1721 amb el tractat de Nystad i el d'Estocolm. Com a resultat, Rússia suplantà Suècia com a poder dominant a la mar Bàltica i esdevingué un protagonista de la política europea.

### Colonialisme
Tant Suècia com Noruega-Dinamarca tingueren colònies fora d'Escandinàvia des del s. XVII fins al XX. A l'Atlàntic nord, Groenlàndia, Islàndia i les illes Fèroe formaren part del Regne Dinamarca-Noruega. Al Carib, Dinamarca colonitzà Saint Thomas el 1671, Saint John al 1718 i comprà Saint Croix a França el 1733. Dinamarca també tenia colònies a l'Índia: Tranquebar i Frederiksnagore. La Companyia Danesa de les Índies Orientals operava des de Tranquebar. Suècia també tenia una Companyia Sueca de les Índies Orientals. Al moment d'apogeu, les companyies sueca i danesa importaven més te que la British East Índia Company: venien el 90% del producte a Gran Bretanya i aconseguien un gran benefici. Ambdues companyies decaigueren durant les guerres napoleòniques. Suècia tingué una colònia de curta vida anomenada Nova Suècia a Delaware (EUA) durant la dècada de 1630 i després comprà les illes de Saint Barthélemy (1785–1878) i Guadalupe al Carib.